# Rance Howard
Rance Howard, pseudonimo di Harold Rance Beckenholdt (Duncan, 17 novembre 1928 – Los Angeles, 25 novembre 2017), è stato un attore e regista statunitense.

## Biografia
I suoi genitori erano Engel Beckenholdt e Ethel Cleo Tomlin. È padre di Ron (regista) e Clint Howard (attore), avuti dalla prima moglie Jean Speegle, morta nel 2000 per problemi di cuore e disturbi respiratori.
Nel 2001 si è risposato con la giornalista Judy O'Sullivan.
Ha recitato in numerosi film diretti dal figlio Ron.

## Filmografia

### Cinema
- Pellirosse alla frontiera (Frontier Woman), regia di Ron Ormond (1956)
- Capobanda (The Music Man), regia di Morton DaCosta (1962)
- Una fidanzata per papà (The Courtship of Eddie's Father), regia di Vincente Minnelli (1963)
- Village of the Giants, regia di Bert I. Gordon (1965)
- The Desert Raven, regia di Alan S. Lee (1965)
- An Eye for an Eye, regia di Michael D. Moore (1966)
- Il gigante buono (Gentle Giant), regia di James Neilson (1967)
- Nick mano fredda (Cool Hand Luke), regia di Stuart Rosenberg (1967)
- Old Paint, cortometraggio, regia di Ron Howard (1969)
- Deed of Daring-Do, cortometraggio, regia di Ron Howard (1969)
- Wyoming, terra selvaggia (The Wild Country), regia di Robert Totten (1970)
- Bloody Trail, regia di Richard Robinson (1972)
- Salty, regia di Ricou Browning (1973)
- Where the Lilies Bloom, regia di William A. Graham (1974)
- Chinatown, regia di Roman Polański (1974)
- Eat My Dust, regia di Charles B. Griffith (1976)
- The Legend of Frank Woods, regia di Deno Paoli e Hagen Smith (1977)
- Attenti a quella pazza Rolls Royce (Grand Theft Auto), regia di Ron Howard (1977)
- Un altro uomo, un'altra donna (Un autre homme, une autre chance), regia di Claude Lelouch (1977)
- Mr. No Legs, regia di Ricou Browning (1978)
- Il ragazzo e il poliziotto (Smokey Bites the Dust), regia di Charles B. Griffith (1981)
- Passione fatale (Love Letters) regia di Amy Holden Jones (1983)
- Forever and Beyond, regia di Thomas Flood (1983)
- Anime gemelle (The Lonely Guy), regia di Arthur Hiller (1984)
- Splash - Una sirena a Manhattan (Splash), regia di Ron Howard (1984)
- Cocoon - L'energia dell'universo (Cocoon), regia di Ron Howard (1985)
- Dr. Creator - Specialista in miracoli (Creator), regia di Ivan Passer (1985)
- Gung Ho, regia di Ron Howard (1986)
- Salto nel buio (Innerspace), regia di Joe Dante (1987)
- Dark Before Dawn, regia di Robert Totten (1988)
- B.O.R.N., regia di Ross Hagen (1988)
- L'originale (Trust Me), regia di Robert Houston (1989)
- L'erba del vicino (The 'Burbs), regia di Joe Dante (1989)
- Doppia verità (Listen to Me), regia di Douglas Day Stewart (1989)
- Parenti, amici e tanti guai (Parenthood), regia di Ron Howard (1989)
- Per soldi e per magia (Limit Up), regia di Richard Martini (1989)
- Il ritorno dei ninja (9 1/2 Ninjas!), regia di Aaron Barsky (1991)
- Non voglio più baci (I Don't Buy Kisses Anymore), regia di Robert Marcarelli (1992)
- Cuori ribelli (Far and Away), regia di Ron Howard (1992)
- I nuovi eroi (Universal Soldier), regia di Roland Emmerich (1992)
- Un amore di genio (Wishman), regia di Mike Marvin (1992)
- Ticks - Larve di sangue (Ticks), regia di Tony Randel (1993)
- Fearless - Senza paura (Fearless), regia di Peter Weir (1993)
- Come difendersi dalla mamma (Ed and His Dead Mother), regia di Jonathan Wacks (1993)
- Snapdragon - il fiore che uccide (Snapdragon), regia di Worth Keeter (1993)
- Costretto ad uccidere (Forced to Kil), regia di Russell Solberg (1994)
- Cronisti d'assalto (The Paper), regia di Ron Howard (1994)
- Sonny & Pepper. Due irresistibili cowboy (The Cowboy Way), regia di Gregg Champion (1994)
- Terminal Velocity, regia di Deran Sarafian (1994)
- Ed Wood, regia di Tim Burton (1994)
- Piccoli campioni (Little Giants), regia di Duwayne Dunham (1994)
- Bigfoot: The Unforgettable Encounter, regia di Corey Michael Eubanks (1994)
- Grano rosso sangue III: Urban Harvest (Children of the Corn III: Urban Harvest), regia di James D.R. Hickox (1995)
- Savate, video, regia di Isaac Florentine (1995)
- Apollo 13, regia di Ron Howard (1995)
- Sergente Bilko (Sgt. Bilko), regia di Jonathan Lynn (1996)
- Pronto a colpire (Tiger Heart), regia di Georges Chamchoum (1996)
- Where Truth Lies, regia di William H. Molina (1996)
- Independence Day, regia di Roland Emmerich (1996)
- Mars Attacks!, regia di Tim Burton (1996)
- L'agguato - Ghosts from the Past (Ghosts of Mississippi), regia di Rob Reiner (1996)
- Busted, video, regia di Corey Feldman (1997)
- Svolta pericolosa (Traveller), regia di Jack N. Green (1997)
- Traffico di diamanti (Money Talks), regia di Brett Ratner (1997)
- The Lay of the Land, regia di Larry Arrick (1997)
- Sparkle and Charm, regia di William Brent Bell (1997)
- The Sender, regia di Richard Pepin (1998)
- L'inventore pazzo (Chairman of the Board), regia di Alex Zamm (1998)
- Preso di mira (Land of the Free), regia di Jerry Jameson (1998)
- Small Soldiers, regia di Joe Dante (1998)
- Una voce amica (The Night Caller), regia di Robert Malenfant (1998)
- Evasive Action, regia di Jerry P. Jacobs (1998)
- Psycho, regia di Gus Van Sant (1998)
- Happy, Texas, regia di Mark Illsley (1999)
- Malevolence, regia di Belle Avery (1999)
- Abilene, regia di Joe Camp III (1999)
- Love & Sex, regia di Valerie Breiman (2000)
- Ping!, regia di Chris Baugh (2000)
- Artie, regia di Matt Berman (2000)
- Il Grinch (How the Grinch Stole Christmas), regia di Ron Howard (2000)
- Le avventure di Joe Dirt (Joe Dirt), regia di Dennie Gordon (2001)
- A Crack in the Floor, regia di Sean Stanek e Corbin Timbrook (2001)
- Rat Race, regia di Jerry Zucker (2001)
- A Beautiful Mind, regia di Ron Howard (2001)
- D-Tox, regia di Jim Gillespie (2002)
- Legend of the Phantom Rider, regia di Alex Erkiletian (2002)
- Jumping for Joy, regia di Timothy J. Nelson (2002)
- Leaving the Land, regia di Steve Kanaly (2002)
- The Long Ride Home, regia di Robert Marcarelli (2003)
- Ghost Rock, regia di Dustin Rikert (2003)
- The Missing, regia di Ron Howard (2003)
- Death and Texas, regia di Kevin DiNovis (2004)
- La casa dei massacri (Toolbox Murders), regia di Tobe Hooper (2004)
- Alamo - Gli ultimi eroi (The Alamo), regia di John Lee Hancock (2004)
- Eulogy, regia di Michael Clancy (2004)
- Back by Midnight, regia di Harry Basil (2004)
- Cinderella Man - Una ragione per lottare (Cinderella Man), regia di Ron Howard (2005)
- Killing Cupid, regia di Michael Worth (2005)
- Miracolo a Sage Creek (Miracle at Sage Creek), regia di James Intveld (2005)
- Aimee Semple McPherson, regia di Richard Rossi (2006)
- Devil on the Mountain (Sasquatch Mountain), regia di Steven R. Monroe (2006)
- Donne, regole... e tanti guai! (Georgia Rule), regia di Garry Marshall (2007)
- Be My Baby, regia di Bryce Olson (2007)
- Ghost Town: The Movie, regia di Jeff Kennedy e Dean Teaster (2007)
- Walk Hard - La storia di Dewey Cox (Walk Hard: The Dewey Cox Story), regia di Jake Kasdan (2007)
- Grizzly Park, regia di Tom Skull (2008)
- Drillbit Taylor, regia di Steven Brill (2008)
- Keith, regia di Todd Kessler (2008)
- Audie & the Wolf, regia di B. Scott O'Malley (2008)
- Frost/Nixon - Il duello (Frost/Nixon), regia di Ron Howard (2008)
- La partita dell'amore (Play the Game), regia di Marc Fienberg (2009)
- Angeli e demoni (Angels & Demons), regia di Ron Howard (2009)
- Whitin, regia di Hanelle M. Culpepper (2009)
- Boppin' at the Glue Factory, regia di Jeff Orgill (2009)
- Appuntamento con l'amore (Valentine's Day), regia di Garry Marshall (2010)
- Provinces of Night, regia di Shane Dax Taylor (2010)
- Yohan - Barnevandrer, regia di Grete Salomonsen (2010)
- Oltre la legge (Once Fallen), regia di Ash Adams (2010)
- Jonah Hex, regia di Jimmy Hayward (2010)
- The Genesis Code, regia di C. Thomas Howell e Patrick Read Johnson (2010)
- The Trial, regia di Gary Wheeler (2010)
- Il dilemma (The Dilemma), regia di Ron Howard (2011)
- Beverly Hills Chihuahua 2, regia di Alex Zamm (2011)
- Night Club, regia di Sam Borowski (2011)
- InSight, regia di Richard Gabai (2011)
- Supercuccioli - Un'avventura da paura! (Spooky Buddies), regia di Robert Vince (2011)
- Rosewood Lane, regia di Victor Salva (2011)
- For Robbing the Dead, regia di Thomas Russell (2011)
- Let Go, regia di Brian Jett (2011)
- Harley's Hill,, regia di Don Most (2011)
- Easy Rider: The Ride Back, regia di Dustin Rikert (2012)
- Chez Upshaw, regia di Bruce Mason (2013)
- Huff, regia di Paul Morrell (2013)
- Nebraska, regia di Alexander Payne (2013)
- Max Rose, regia di Daniel Noah (2013)
- The Lone Ranger, regia di Gore Verbinski (2013)
- Richard Rossi 5th Anniversary of Sister Aimee, regia di Richard Rossi (2013)
- Gone Dark, regia di Pascal (2013)
- Junction, regia di Peter Garrett (2015)
- 40 Nights, regia di Jesse Low (2016)
- Kalebegiak, registi vari (2016)
- Chasing the Star, regia di Bret Miller (2017)
- Broken Memories, regia di Michael Worth (2017)

### Televisione
- Kraft Television Theatre – serie TV, 3 episodi (1956-1957)
- How to Marry a Millionaire – serie TV, 1 episodio (1958)
- Flight – serie TV, episodio 1x07 (1958)
- Bat Masterson – serie TV, 1 episodio (1959)
- I racconti del West (Zane Grey Theater) – serie TV, 1 episodio (1959)
- Make Room for Daddy – serie TV, 1 episodio (1960)
- Death Valley Days – serie TV, 2 episodi (1960-1961)
- Vacation Playhouse – serie TV, 1 episodio (1963)
- Combat! – serie TV, 1 episodio (1963)
- Il fuggiasco (The Fugitive) – serie TV, 1 episodio (1963)
- The Andy Griffith Show – serie TV, 4 episodi (1962-1964)
- Il tempo della nostra vita (Days of Our Lives) – serie TV (1965)
- Il virginiano (The Virginian) – serie TV, episodio 4x23 (1966)
- The Jean Arthur Show – serie TV, 1 episodio (1966)
- Quella strana ragazza (That Girl) – serie TV, 2 episodi (1965-1966)
- The Monroes – serie TV, 1 episodio (1967)
- L'orso Ben (Gentle Ben) – serie TV, 30 episodi (1967-1969)
- Dove vai Bronson? (Then Came Bronson) – serie TV, 1 episodio (1970)
- Arrivano le spose (Here Come the Brides) – serie TV, 1 episodio (1970)
- Dan August – serie TV, 1 episodio (1970)
- Mistero in galleria (Night Gallery) – serie TV, 1 episodio (1971)
- Bonanza – serie TV, 2 episodi (1971-1972)
- Un vero sceriffo (Nichols) – serie TV, 1 episodio (1972)
- F.B.I. (The F.B.I.) – serie TV, 1 episodio (1973)
- The Red Pony – film TV (1973)
- Kung Fu – serie TV, 1 episodio (1973)
- L'assalto delle locuste (Locusts) – film TV (1974)
- Gunsmoke – serie TV, 2 episodi (1970-1974)
- ABC Afterschool Specials – serie TV, 1 episodio (1975)
- Disneyland – serie TV, 1 episodio (1975)
- A tutte le auto della polizia (The Rookies) – serie TV, 1 episodio (1975)
- Huckleberry Finn – film TV (1975)
- Switch – serie TV, 1 episodio (1975)
- Una famiglia americana (The Waltons) – serie TV, 5 episodi (1973-1975)
- The New Daughters of Joshua Cabe – film TV (1976)
- La casa nella prateria (Little House on the Prairie) – serie TV, 1 episodio (1977)
- Cotton Candy – film TV (1978)
- Galactica (Battlestar Galactica) – serie TV, 1 episodio (1978)
- Laverne & Shirley – serie TV, 1 episodio (1979)
- Flatbed Annie & Sweetiepie: Lady Truckers – film TV (1979)
- Happy Days – serie TV, 3 episodi (1976-1979)
- Scout's Honor, regia di Henry Levin – film TV (1980)
- Skyward – film TV (1980)
- Enos – serie TV, 1 episodio (1981)
- Mork & Mindy – serie TV, 1 episodio (1981)
- Boomer cane intelligente (Here's Boomer) – serie TV, 2 episodi (1980-1981)
- The Miracle of Kathy Miller – film TV (1981)
- Angioletto senza ali (The Kid with the Broken Halo) – film TV (1982)
- La ballata della sedia elettrica (The Executioner's Song) – film TV (1982)
- The Kid with the 200 I.Q. – film TV (1983)
- Uccelli di rovo (The Thorn Birds) – serie TV, 1 episodio (1983)
- Rita Hayworth: The Love Goddess – film TV (1983)
- The Fantastic World of D.C. Collins – film TV (1984)
- Dynasty – serie TV, 1 episodio (1984)
- Detective per amore (Finder of Lost Loves) – serie TV, 1 episodio (1984)
- La signora in giallo (Murder, She Wrote) – serie TV, episodio 1x09 (1984)
- Scandal Sheet – film TV (1985)
- Playing with Fire – film TV (1985)
- Dallas – serie TV, 1 episodio (1985)
- Una passione senza speranza (A Death in California) – miniserie TV (1985)
- La lunga estate calda (The Long Hot Summer) – film TV (1985)
- Hardcastle e McCormick (Hardcastle and McCormick) – serie TV, 1 episodio (1985)
- Words by Heart – film TV (1985)
- Return to Mayberry – film TV (1986)
- CBS Schoolbreak Special – serie TV, 1 episodio (1986)
- A Smoky Mountain Christmas – film TV (1986)
- Oltre la legge - L'informatore (Wiseguy) – serie TV, 1 episodio (1988)
- Superboy – serie TV, 1 episodio (1989)
- Detective Stryker (B.L. Stryker) – serie TV, 1 episodio (1989)
- E giustizia per tutti (Equal Justice) – serie TV, 1 episodio (1990)
- Lucy & Desi: Before the Laughter – film TV (1991)
- Il destino nella culla (Switched at Birth) – film TV (1991)
- In viaggio nel tempo (Quantum Leap) – serie TV, 1 episodio (1991)
- Boris e Natasha (Boris and Natasha) – film TV (1992)
- Baywatch – serie TV, 2 episodi (1989-1992)
- Coach – serie TV, 1 episodio (1993)
- Un detective in corsia (Diagnosis Murder) – serie TV, 1 episodio (1994)
- Rebel Highway – serie TV, 1 episodio (1994)
- I racconti della cripta (Tales from the Crypt) – serie TV, 1 episodio (1994)
- Piccola peste s'innamora (Problem Child 3: Junior in Love) – film TV (1995)
- Prigionieri di un incubo (The Colony) – film TV (1995)
- Mike Land: professione detective (Land's End) – serie TV, 1 episodio (1995)
- Seinfeld – serie TV, 2 episodi (1993-1996)
- Melrose Place – serie TV, 1 episodio (1996)
- Ink – serie TV, 1 episodio (1996)
- La seconda guerra civile americana (The Second Civil War) – film TV (1997)
- Baywatch Nights – serie TV, 1 episodio (1997)
- Sposati con figli (Married with Children) – serie TV, 2 episodi (1996-1997)
- Beyond Belief: Fact or Fiction – serie TV, 2 episodi (1997)
- Babylon 5 – serie TV, 3 episodi (1996-1997)
- Vagone letto con omicidio (Murder, She Wrote: South by Southwest) – film TV (1997)
- Holiday in Your Heart – film TV (1997)
- Ragazze a Beverly Hills – serie TV, 2 episodi (1998)
- Due gemelle e una tata (Two of a Kind) – serie TV, 2 episodi (1998)
- Just Shoot Me! – serie TV, 1 episodio (1999)
- Settimo cielo (7th Heaven) – serie TV, 1 episodio (2000)
- Driving Me Crazy – film TV (2000)
- The Huntress – serie TV, 1 episodio (2001)
- Angel – serie TV, episodio 3x04 (2001)
- That '80s Show – serie TV, 1 episodio (2002)
- Son of the Beach – serie TV, 1 episodio (2002)
- Cold Case - Delitti irrisolti (Cold Case) – serie TV, 1 episodio (2004)
- Raven (That's So Raven) – serie TV, 1 episodio (2004)
- Ghost Whisperer - Presenze (Ghost Whisperer) – serie TV, 1 episodio (2005)
- Twenty Good Years – serie TV, 1 episodio (2006)
- CSI: NY – serie TV, 1 episodio (2006)
- Skip Tracer – film TV (2008)
- Lie to Me – serie TV, 1 episodio (2009)
- E.R. - Medici in prima linea (ER) – serie TV, 1 episodio (2009)
- Workaholics – serie TV, 1 episodio (2011)
- Grey's Anatomy – serie TV, episodio 8x18 (2012)
- Emergenza d'amore (Second Chances), regia di Ernie Barbarash – film TV (2013)
- NCIS: Los Angeles – serie TV, 1 episodio (2013)
- Kroll Show – serie TV, 1 episodio (2014)
- Review – serie TV, 1 episodio (2014)
- Bones – serie TV, 2 episodi (2014)
- X-Files – serie TV, 1 episodio (2015)
- Home on the Range – film TV (2016)

## Doppiatori italiani
Nelle versioni in italiano delle opere in cui ha recitato, Rance Howard è stato doppiato da:
- Toni Orlandi ne La signora in giallo - Vagone letto con omicidio, Rat Race, CSI: NY
- Carlo Reali in Beverly Hills Chihuahua 2, Grey's Anatomy, Nebraska
- Dante Biagioni in Ghost Whisperer - Presenze, NCIS: Los Angeles
- Gil Baroni in Happy Days
- Mauro Bosco ne La casa nella prateria
- Luciano De Ambrosis in Attenti a quella pazza Rolls Royce
- Michele Kalamera ne L'angioletto senza ali
- Giampaolo Saccarola in Dr. Creator - Specialista in miracoli
- Giorgio Lopez in Gung Ho
- Fabrizio Pucci in Parenti, amici e tanti guai
- Gianni Vagliani in L'agguato - Ghosts from the Past
- Marcello Mandò in Psycho
- Domenico Crescentini in Alamo - Gli ultimi eroi
- Gianni Musy in Angel
- Sergio Matteucci in Cinderella Man - Una ragione per cui lottare
- Stefano Mondini in Devil on the Mountain
- Gabriele Martini in Donne, regole... e tanti guai!
- Pietro Biondi in Supercuccioli - Un'avventura da paura!
- Bruno Alessandro in X-Files
- Giovanni Petrucci in Donne, regole... e tanti guai! (ridoppiaggio)